# Isle of Mans vapen
Isle of Mans riksvapen antogs 12 juli 1996. Det består av en röd sköld med en triskele, Isle of Mans trebenta och bepansrade emblem. De tre böjda benen är sammanfogade vid höfterna. Detta statsvapen har troligen hämtats från Isle of Mans flagga. På det stora statsvapnet ses en kejserlig krona upptill, en pilgrimsfalk till vänster och en korp till höger. Isle of Man's valspråk, Quocunque Jeceris Stabit (vilket betyder Varthelst du kastar det, kommer det att stå, d.v.s. triskelen), står nedtill.